# Кузьменко Олександр Юрійович
Олекса́ндр Ю́рійович Кузьме́нко (нар. 4 квітня 1996) — молодший сержант підрозділу Національної гвардії України, учасник російсько-української війни, відзначився у ході російського вторгнення в Україну.

## Життєпис
Народився 4 квітня 1996 в с. Мар'янівка Шполянського району Черкаської області.
Закінчив ННІ міжнародних відносин історії та філософії Черкаського національного університету імені Богдана Хмельницького.
Під час російського вторгнення в Україну у 2022 році брав участь в обороні Маріуполя у складі полку «Азов». Наприкінці березня 2022 року в Маріуполі потрапив у полон.
У січні 2024 т. з. суд ДНР засудив Олександра Кузьменка до 25 років позбавлення волі за, начебто, розстріл двох цивільних осіб у Маріуполі.
Звільнений з російського полону 18 жовтня 2024 року в ході обміну полоненими.

## Нагороди
- Орден «За мужність» II ступеня (17.05.2022) — за особисту мужність і самовіддані дії, виявлені у захисті державного суверенітету та територіальної цілісності України, вірність військовій присязі[5];
- Орден «За мужність» III ступеня (17.04.2022) — за особисту мужність і самовіддані дії, виявлені у захисті державного суверенітету та територіальної цілісності України, вірність військовій присязі[6];
- Медаль «За військову службу Україні» (25.03.2022) — за особисту мужність і самовіддані дії, виявлені у захисті державного суверенітету та територіальної цілісності України, вірність військовій присязі, зразкове виконання службового обов'язку[7].